# Oratorio di San Bernardo (Vezzi Portio, Portio)
L'oratorio di San Bernardo, sede della omonima Confraternita, è un luogo di culto cattolico situato nella frazione di Portio nel comune di Vezzi Portio, in provincia di Savona. Si trova in prossimità della chiesa del Santo Sepolcro.

## Storia e descrizione
L'edificio si presenta di dimensioni modeste, a navata unica con presbiterio ad abside semicircolare. La facciata, in chiaro stile barocco, è mistilinea e alleggerita da un finestrone trilobato sopra il portone di ingresso. 
La confraternita, già esistente nel 1585, sembra abbia avuto origine da uno smembramento dell'originaria confraternita di San Bernardo della vicina frazione di Magnone. Possiede un crocifisso processionale e una statua lignea del Santo Titolare.